# Messina (provins)
Messina  er en italienske provins på øen Sicilien.
Hovedstaden for provinsen er Messina, som også har givet navn til provinsen.

## Kommuner
- Acquedolci
- Alcara Li Fusi
- Alì
- Alì Terme
- Antillo
- Barcellona Pozzo di Gotto
- Basicò
- Brolo
- Capizzi
- Capo d'Orlando
- Capri Leone
- Caronia
- Casalvecchio Siculo
- Castel di Lucio
- Castell'Umberto
- Castelmola
- Castroreale
- Cesarò
- Condrò
- Falcone
- Ficarra
- Fiumedinisi
- Floresta
- Fondachelli-Fantina
- Forza d'Agrò
- Francavilla di Sicilia
- Frazzanò
- Furci Siculo
- Furnari
- Gaggi
- Galati Mamertino
- Gallodoro
- Giardini-Naxos
- Gioiosa Marea
- Graniti
- Gualtieri Sicaminò
- Itala
- Leni
- Letojanni
- Librizzi
- Limina
- Lipari
- Longi
- Malfa
- Malvagna
- Mandanici
- Mazzarrà Sant'Andrea
- Merì
- Messina
- Milazzo
- Militello Rosmarino
- Mirto
- Mistretta
- Mojo Alcantara
- Monforte San Giorgio
- Mongiuffi Melia
- Montagnareale
- Montalbano Elicona
- Motta Camastra
- Motta d'Affermo
- Naso
- Nizza di Sicilia
- Novara di Sicilia
- Oliveri
- Pace del Mela
- Pagliara
- Patti
- Pettineo
- Piraino
- Raccuja
- Reitano
- Roccafiorita
- Roccalumera
- Roccavaldina
- Roccella Valdemone
- Rodì Milici
- Rometta
- San Filippo del Mela
- San Fratello
- San Marco d'Alunzio
- San Pier Niceto
- San Piero Patti
- San Salvatore di Fitalia
- San Teodoro
- Sant'Agata di Militello
- Sant'Alessio Siculo
- Sant'Angelo di Brolo
- Santa Domenica Vittoria
- Santa Lucia del Mela
- Santa Marina Salina
- Santa Teresa di Riva
- Santo Stefano di Camastra
- Saponara
- Savoca
- Scaletta Zanclea
- Sinagra
- Spadafora
- Taormina
- Terme Vigliatore
- Torregrotta
- Torrenova
- Tortorici
- Tripi
- Tusa
- Ucria
- Valdina
- Venetico
- Villafranca Tirrena

38°11′N 15°33′Ø / 38.18°N 15.55°Ø